# Aniconismo

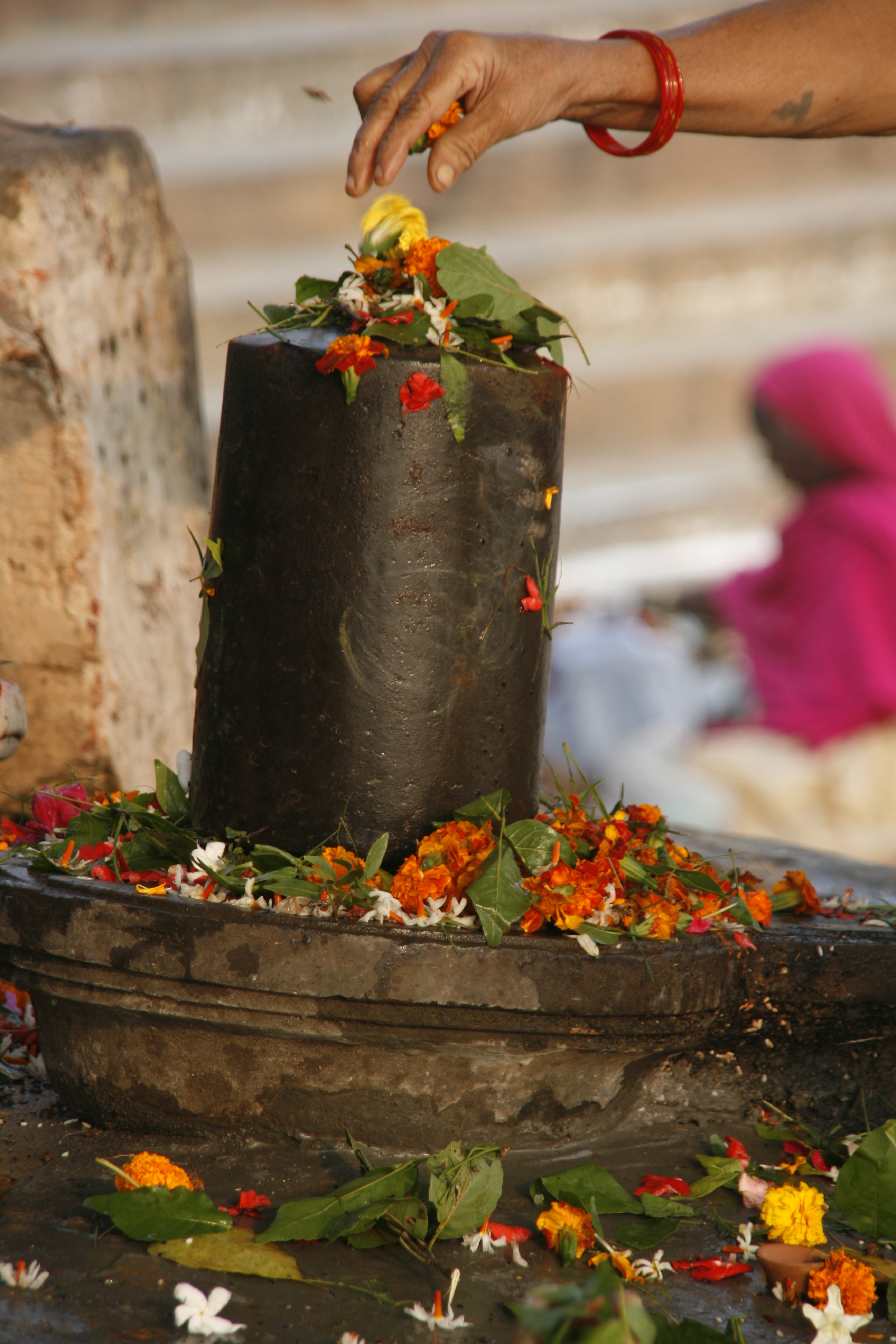
Ofrenda floral tradicional ante un Lingam (representación simbólica del dios Shivá), en Varanasi, India.

Aniconismo es la práctica o creencia de evitar o rehuir las imágenes de seres divinos, profetas y otros personajes religiosos respetados o, más allá de la religión, la falta de representación de seres humanos o seres vivos. 
El término anicónico se puede utilizar para describir la ausencia de representaciones gráficas en un sistema particular de creencias, sin importar si existe un reglamento en su contra. La palabra deriva del griego εἴκων ‘imagen’, con el prefijo negativo a- (ἀ- alfa privativa) y el sufijo -ismo (en griego -ισμός).

## Clasificación
El aniconismo es un caso particular de representación (la ausencia de imágenes) que puede llegar hasta el tabú (la prohibición de imágenes, que contiene medidas para regular dicha ausencia). 

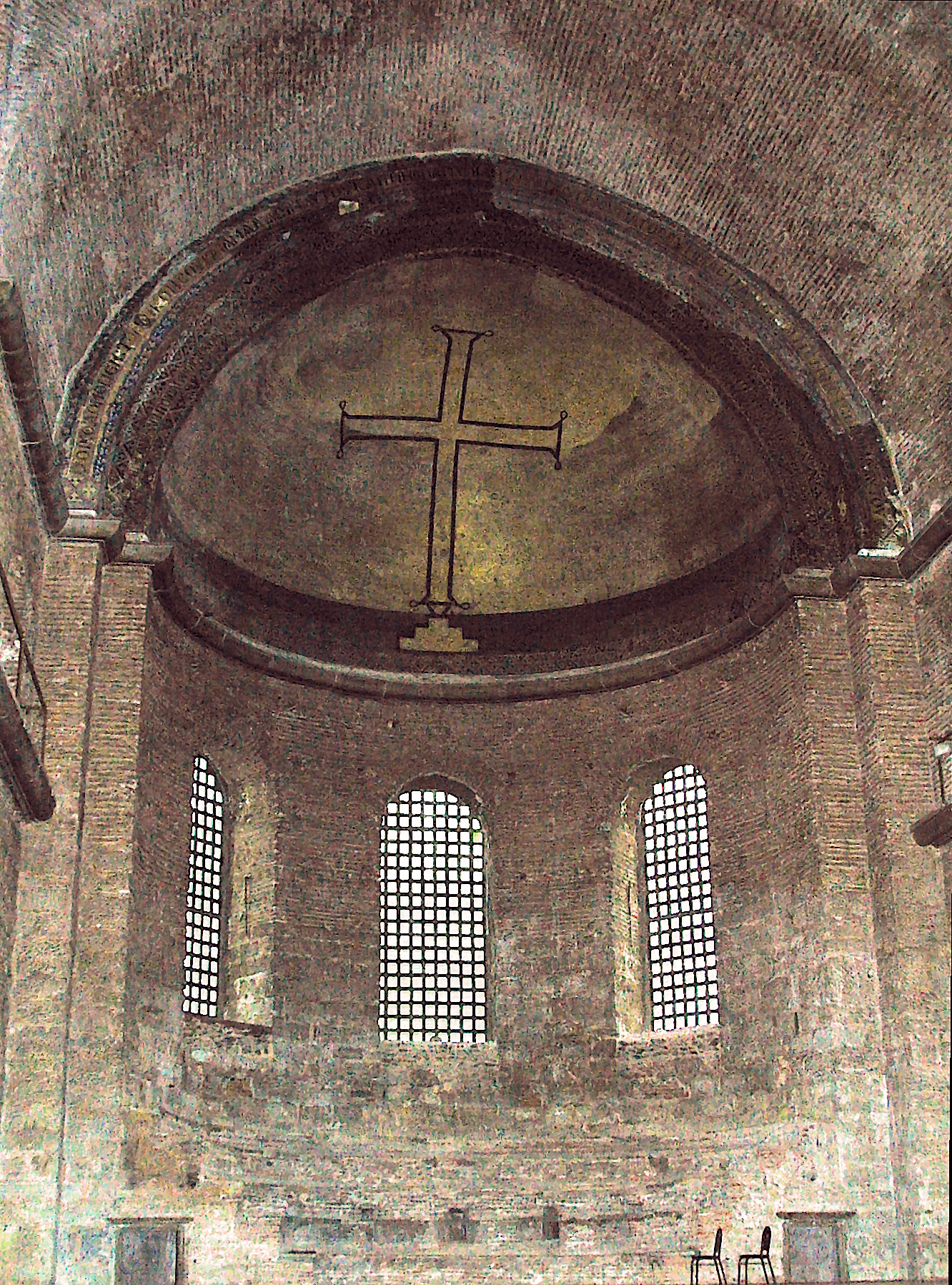
Una simple cruz: ejemplo de arte iconoclasta en la iglesia de Hagia Irene (Santa Irene) de Constantinopla.

La evasión y repugnancia por las representaciones se llama iconofobia. Cuando se procede al retiro y destrucción de las representaciones, el aniconismo se convierte en iconoclasia. Tiene que ver también con la censura, que tiene lugar después de que se produzca una representación, pero simultáneamente a hacerse pública, y que implica en principio menos violencia que la iconoclasia. En el uso común de los diferentes términos, "aniconismo" se suele utilizar para designar la ausencia de cuadros y estatuas, "tabú" suele aplicarse a los comportamientos, "censura" se aplica generalmente a elementos escritos o audiovisuales e "iconoclasia" a la destrucción de las pinturas y estatuas.

## Objeto
Según el caso, el objeto del aniconismo puede comprender únicamente a un Dios, o extenderse progresivamente a todas las deidades y personajes santos, a personajes legendarios e históricos, a todos los seres humanos, a los seres animados y seres vivos, y finalmente a todo lo que existe en el mundo físico o sobrenatural.
Algunos elementos de las personas u objetos sometidos al aniconismo son más sensibles que otros en cuanto a su representación. Entre ellos, los ojos y la cara de los seres humanos, como marcadores de la identidad de la especie y el individuo. Los retratos son el objeto artístico más común: prácticamente en todas las culturas se utilizan máscaras como medio para proteger la privacidad o asumir otra identidad, y su representación en ocasiones se asocia a la retirada del poder, la vida o incluso el alma de los representados. A menudo se evita la representación de las partes genitales, generalmente por razones morales.
Las formas de representación de las que se ocupa el aniconismo, en un sentido amplio, no se limitan a elementos particulares, por lo que pueden abarcar representaciones, visuales, auditivas, oloríficas, gustativas o táctiles. Ejemplos en este sentido serían los períodos de oposición a la música o la crítica y marginalidad social de los actores, mimos del cuerpo y del lenguaje, en numerosas sociedades premodernas. Sin embargo, es más común ver el término aplicado a elementos materiales, bidimensionales (pintura) o tridimensionales (estatuas).
El aniconismo ha alimentado numerosos disturbios sociales y daño cultural a lo largo de la historia (por ejemplo, en Bizancio o asociado a la Reforma Protestante) y continúa siendo un factor determinante en distintos ámbitos sociales, desde la religión y la política hasta la ciencia y las artes.

## Distribución

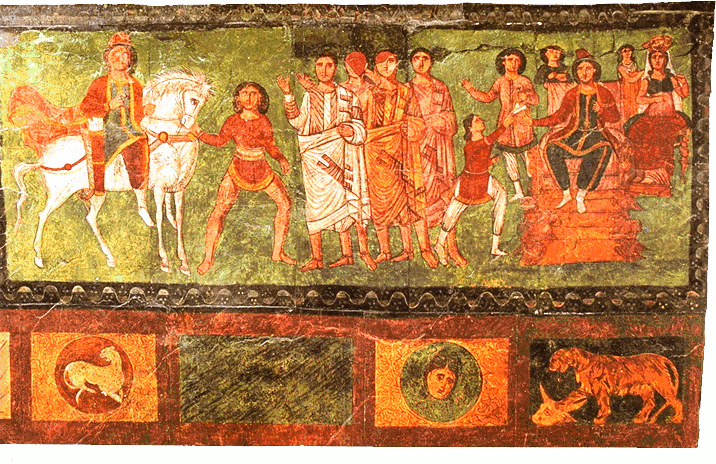
La figura presenta un ejemplo raro de una sinagoga pintada (escenas del Libro de Ester, -, Imperio Bizantino, Dura Europos, Siria.

El aniconismo es un fenómeno gradual, habiéndose manifestado en varias ocasiones en numerosas culturas en todo el mundo o en la misma cultura varias veces durante su historia. Por lo general se limita a las circunstancias específicas de espacio (por ejemplo, pueden no encontrarse imágenes figurativas en el interior de las mezquitas, pero sí fuera en sus paredes), tiempo (las sinagogas en general no están pintadas, pero la más antigua que se conserva, la Sinagoga Dura Europos de Siria, del s. III-IV, sí posee pinturas), objeto (en África, el "Dios Altísimo" no posee ninguna estatua o pintura, pero las deidades menores sí tienen) o modalidad. La intensidad del aniconismo se caracteriza por la periodicidad; por ejemplo, la alternancia entre períodos de iconoclastia y de abundancia de imágenes en el cristianismo.

## Causas

### Cognitiva
La causa fundamental de aniconismo se encuentra en la naturaleza problemática de la representación misma. Siendo necesario representar el mundo dado que es así como funciona el entendimiento humano, se plantea la validez de una representación de algo no perceptible mediante nuestros sentidos biológicos (Dios, el tiempo). Por otra parte se plantea el problema de cómo presentar un modelo general mediante una representación específica (todos saben a qué se parece un ser humano, pero cada uno lo dibujará de una manera diferente). Debido a que estos son problemas inherentes y no transitorios, generan una búsqueda permanente de soluciones, haciendo del aniconismo un fenómeno que fluctúa continuamente.

### Religiosa
Aunque el aniconismo es más conocido en relación con las religiones abrahámicas, ciertos patrones básicos son compartidos con otras creencias religiosas como el hinduismo. Por ejemplo, aunque el hinduismo es comúnmente representado por murtis antropomorfos, el aniconismo se encuentra también presente mediante símbolos abstractos de Dios como la lingam de Shivá o el Shalágrama shilá. Adicionalmente, los hindúes han encontrado más fácil centrarse en iconos antropomórficos, basándose en las palabras del propio dios Krishna (Bhagavad-gītā, capítulo 12, versículo 5) acerca de que es mucho más difícil centrarse en Dios como lo no manifestado que en un Dios con forma, debido a que los seres humanos tienen la necesidad de percibir a través de los sentidos.
En el monoteísmo, el aniconismo toma forma a través de determinadas consideraciones teológicas y sus contextos históricos. Surge como un corolario de la posición de Dios como titular del máximo poder, y la necesidad de defender esta posición única frente a la competencia interna y las fuerzas externas, tales como los ídolos paganos. La idolatría es una amenaza para la singularidad de Dios, y una de las maneras mediante la que los profetas y misioneros optaron por luchar contra ella fue mediante la prohibición de las representaciones materiales de la divinidad. El sijismo también alienta el aniconismo: no se deben adorar imágenes o ídolos de gurúes sijs, y los actores no deben desempeñar el papel de gurúes sijs en el cine.

### Económico
La producción de las representaciones implica un gasto de recursos humanos y materiales para fines que no producen beneficios fundamentales para la supervivencia de las comunidades y los individuos (pinturas y estatuas). Especialmente en momentos de crisis, las representaciones llegan a ser consideradas como un lujo amenazante, que detrae recursos de donde más se necesitan, convirtiendo las razones económicas en un factor cultural no específico que ha contribuido en ocasiones al aniconismo.

## Manifestaciones
Aunque el aniconismo suele estar relacionado con la religión, se manifiesta en diferentes ámbitos.

### Arte
El arte religioso o con referencias religiosas es parte sustancial de la producción artística de la humanidad. Como tal, el aniconismo religioso visto en el apartado anterior tiene que ver en su mayoría con el arte. Además, y aunque frecuentemente no se denomina aniconismo, éste puede entenderse también presente en el arte profano, como una característica cuantitativa de la cantidad de detalles presente en los objetos. Los extremos irían desde el rococó del siglo XVIII hasta el arte minimalista del siglo XX, o entre el diseño finlandés (que podríamos denominar "zen") y la exuberancia hippie. En relación con el arte islámico, el término "aniconismo" parece haber sido acuñado por Oleg Grabar, en el "Postscriptum" de 1987 a su obra The Formation of Islamic Art.

### Política
La política depende en gran medida de la representación de los gobernantes como un instrumento de poder (los presidentes en los billetes EE. UU. o el retrato estilizado del Che Guevara). Sin embargo, hay un corto pero esencial periodo para el proceso político en el que interviene de modo crucial el aniconismo. Se trata del lapso entre la retirada de los símbolos de una potencia de salida y su sustitución por los de una nueva. Por ejemplo, parte del triunfo de la Revolución Francesa consistió también el aplastamiento de las estatuas reales. Un ejemplo más reciente lo encontraríamos en la demolición de las estatuas del dictador iraquí Saddam Hussein durante la invasión de Irak en 2003, este es un ejemplo especial en que el político infractor se esconde de la vista incluso antes de ser destruido. 
La revolución húngara de 1956 o la caída de la Rumanía de Ceausescu en 1989 produjeron también ejemplos de símbolos políticos basados en el vacío: las banderas revolucionarias rumana o húngara consistían en la eliminación del escudo de armas comunista. También existen líderes que se benefician de la ausencia de su imagen, como el líder talibán Mullah Omar, del cual solo se conoce la existencia de algunas fotografías.

### Religión
Algunos estudiosos modernos, que trabajan en diversas culturas, sostienen que en algunos casos la idea de aniconismo religioso es una construcción intelectual para satisfacer las intenciones y contextos históricos, en lugar de una realidad tangible (Huntington para el Budismo, Clément para el islam o Bland para el judaísmo).

### Ciencia y tecnología

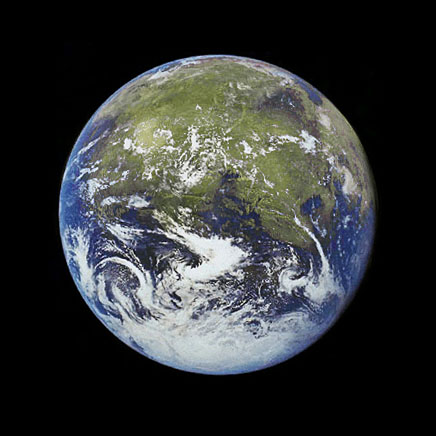
La representación ha tomado un papel importante en la popularización de la ciencia. Desde hace años, la NASA utiliza artistas para realizar aproximaciones artísticas a posibles futuros logros científicos. En la imagen, concepción artística de la terraformación de Marte. En el centro se halla el Valles Marineris.

En la mayor parte de la historia, la ciencia y la tecnología han sido esencialmente anicónicas. Incluso para actividades como la arquitectura, hay pocos planos conservados de estructuras tales como las pirámides, las catedrales góticas o incluso el urbanismo. La cartografía, de tanta importancia para la administración civil y militar, era en las sociedades premodernas inexistente o esquemática, ya que se confiaba en la memoria de los guías y se marcaban únicamente puntos de referencia importantes.
El éxito de la visualización científica como un método válido, en el campo de la investigación, académico o en la industria es bastante reciente, a pesar de su dilatada historia (los mapas sumerios del cielo, los dibujos de Leonardo da Vinci). Algunos campos como las matemáticas siguen estando casi desprovistos de otras representaciones que no sean las fórmulas y la escritura, e incluso los matemáticos son firmemente reacios a su utilización. En este sentido, Benoît Mandelbrot, que popularizó la teoría de fractales mediante el uso de dibujos por ordenador, fue despreciado por sus colegas por atreverse a usar dichas imágenes para mostrar conceptos intelectuales. Un ejemplo icónico sería también el papel desempeñado por la famosa foto de Einstein sacando la lengua en la popularización de su teoría de la relatividad).
El pensamiento no visual es una característica habitual de muchas tradiciones científicas, pero no la única solución: en geometría, por ejemplo, es posible visualizar como figuras no solo los objetos estudiados, sino utilizar dibujos para mostrar el proceso de demostración en sí. Así, para muchos campos el abandono de la ciencia puramente anicónica ha representado una cierta revolución en la manera de afrontar algunos problemas que ha ayudado no solo a su resolución, sino a la presentación de la propia ciencia al público, a los responsables políticos o a posibles inversores. En este sentido un ejemplo sería el empleo, por parte de la NASA, de artistas para representar los mundos que la agencia quiere estudiar.
Los reparos entre los científicos hacia las representaciones de la ciencia es el potencial que esa representación tendría para falsear los datos en el momento de "re-presentarlos", que se produzca una transformación en ese proceso. Dependiendo del campo, el problema se enfrenta de diferentes maneras. En contraste con los matemáticos, cuya iconofobia es más acentuada, los físicos se enfrentan con dilemas materiales en la forma de representar fenómenos tan elusivos como la mecánica cuántica o la teoría de cuerdas. En cuanto al empleo de imágenes relacionadas con la medicina, se puede desconfiar de ellas, evitarlas o suprimirlas dependiendo de si son fuente de error en los tratamientos (el tamaño de un tumor en la cabeza depende del mapa de color y el contraste de la imagen) o se enfrentan con la ética o la intimidad de los pacientes (no todos los padres desean visualizar el feto en las ecografías realizadas durante el embarazo; la fotografía forense no es fácilmente accesible al público por reparos éticos). También hay un sustrato material para el aniconismo científico: la dificultad de producción de imágenes (captura, transformación, distribución, aspectos tecnológicos, financieros o derechos de propiedad intelectual).

### Diversas culturas

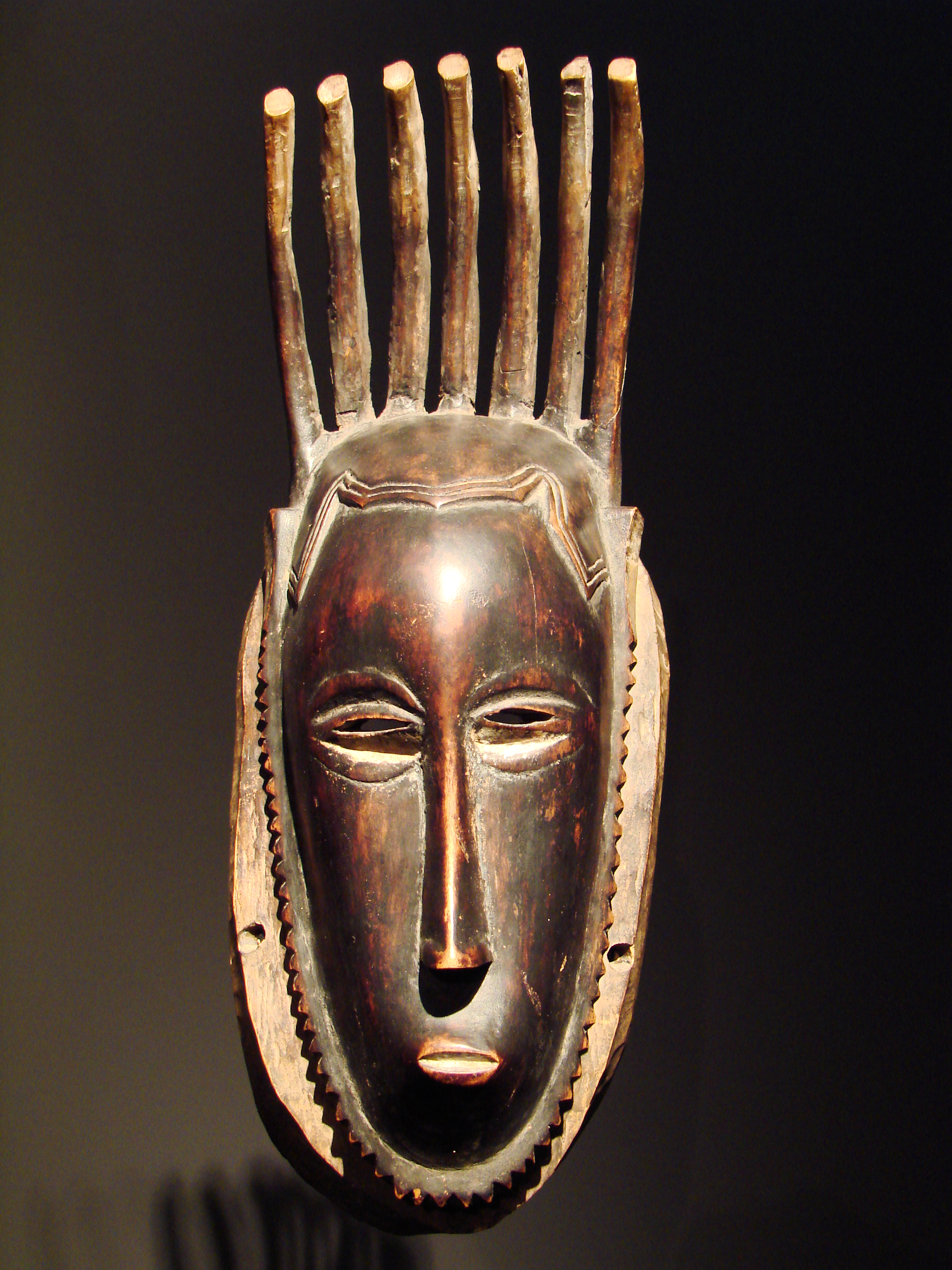
Máscara. Costa de Marfil.

En África el aniconismo varía de cultura a cultura, desde las máscaras elaboradas y estatuas de seres humanos y animales hasta su ausencia total. Una característica común, sin embargo, en todo el continente es que al "Dios Altísimo" no se le da forma material. 
Sobre las tribus germánicas, el historiador romano Tácito escribe lo siguiente: "no se consideran a sí mismos suficientemente poderosos para representar dioses en las paredes o para mostrarlos con una forma humana". Dicha observación no es trasladable a todos los pueblos germánicos (como demuestran por ejemplo las Piedras de Ardre).
En la cultura aborigen australiana la tradición de las costumbres tribales es de prohibición de representar a los recientemente fallecidos, o fotografiarlos, puesto que ello evitaría su paso al Tiempo del Sueño de los Ancestros. Esto ha llevado a algunos periódicos australianos a publicar disculpas junto a los obituarios.